# Fluorid americiový
Fluorid americiový je anorganická sloučenina s chemickým vzorcem AmF6. Je to stále hypotetická sloučenina. Syntéza fluorací fluoridu americičitého byla neúspěšná v roce 1990. Termochromatografická identifikace z roku 1986 zůstává neprůkazná. Podle výpočtů by měla mít molekula tvar deformovaného oktaedru.

## Příprava
Předpokládá se, že fluorid americiový lze připravit v kondenzovaném i plynném stavu reakcí fluoridu kryptonatého s fluoridem americitým ve fluorovodíku při teplotě 313–333 K:
AmF3 + KrF2 → AmF6 + Kr